# Роттердамский полумарафон
Роттердамский полумарафон — полумарафон, который проводился в Роттердаме с 2004 по 2009 годы. В 2010 году был отменён из-за отсутствия участников.

## Победители
| Год              | Победители среди мужчин | Время (ч:м.с) | Победители среди женщин | Время (ч:м.с) |
| ---------------- | ----------------------- | ------------- | ----------------------- | ------------- |
| 12 сентября 2004 | Роберт Черуйот (KEN)    | 1:00:11       | Лидия Черомей (KEN)     | 1:09:13       |
| 11 сентября 2005 | Самюэль Ванджиру (KEN)  | 59.16 WR      | Безунеш Бекеле (ETH)    | 1:11:56       |
| 10 сентября 2006 | Зерсенай Тадасе (ERI)   | 59.16         | Мара Ямаучи (GBR)       | 1:10:38       |
| 9 сентября 2007  | Эванс Черуйот (KEN)     | 59.13 CR      | Берхане Адере (ETH)     | 1:11:11       |
| 14 сентября 2008 | Патрик Макау (KEN)      | 59.29         | Лидия Черомеи (KEN)     | 1:08:35 CR    |
| 14 сентября 2009 | Сэмми Китвара (KEN)     | 58.58 CR      | Мерел де Кнегт (NED)    | 1:14:31       |